# Rwanda aux Jeux olympiques d'été de 1984
Le Rwanda participe aux Jeux olympiques d'été de 1984 à Los Angeles aux États-Unis du 28 juillet au 12 août 1984. Il s'agit de sa 1re participation à des Jeux olympiques d'été.